# Diocesi di Ciudad Juárez
La diocesi di Ciudad Juárez (in latino Dioecesis Civitatis Iuarezensis) è una sede della Chiesa cattolica in Messico suffraganea dell'arcidiocesi di Chihuahua. Nel 2023 contava 1.353.700 battezzati su 1.701.500 abitanti. È retta dal vescovo José Guadalupe Torres Campos.

## Territorio
La diocesi comprende 4 comuni dello stato messicano di Chihuahua: Ahumada, Guadalupe, Juárez e Praxedis G. Guerrero.
Sede vescovile è Ciudad Juárez, dove si trova la cattedrale della Vergine di Guadalupe.
Il territorio si estende su una superficie di 29.639 km² ed è suddiviso in 77 parrocchie, raggruppate in 10 decanati.

## Storia
La diocesi è stata eretta il 10 aprile 1957 con la bolla In similitudinem Christi di papa Pio XII, ricavandone il territorio dalla diocesi di Chihuahua (oggi arcidiocesi).
Originariamente suffraganea dell'arcidiocesi di Durango, il 22 novembre 1958 è entrata a far parte della provincia ecclesiastica di Chihuahua.
Il 15 ottobre 1963 cedette i comuni di Ojinaga, Coyame del Sotol, Manuel Benavides e Guerrero all'arcidiocesi di Chihuahua.
Il 25 aprile 1966 e il 13 aprile 1977 ha ceduto porzioni del suo territorio a vantaggio dell'erezione rispettivamente delle prelature territoriali di Madera (oggi diocesi di Cuauhtémoc-Madera) e di Nuevo Casas Grandes (oggi diocesi).

## Cronotassi dei vescovi
Si omettono i periodi di sede vacante non superiori ai 2 anni o non storicamente accertati.
- Manuel Talamás Camandari † (21 maggio 1957 - 11 luglio 1992 ritirato)
- Juan Sandoval Íñiguez (11 luglio 1992 succeduto - 21 aprile 1994 nominato arcivescovo di Guadalajara)
- Renato Ascencio León † (7 ottobre 1994 - 20 dicembre 2014 ritirato)
- José Guadalupe Torres Campos, dal 20 dicembre 2014

## Statistiche
La diocesi nel 2023 su una popolazione di 1.701.500 persone contava 1.353.700 battezzati, corrispondenti al 79,6% del totale.
| anno | popolazione | popolazione | popolazione | presbiteri | presbiteri | presbiteri | presbiteri                | diaconi | religiosi | religiosi | parrocchie |
| anno | battezzati  | totale      | %           | numero     | secolari   | regolari   | battezzati per presbitero | diaconi | uomini    | donne     | parrocchie |
| ---- | ----------- | ----------- | ----------- | ---------- | ---------- | ---------- | ------------------------- | ------- | --------- | --------- | ---------- |
| 1966 | 565.000     | 618.000     | 91,4        | 60         | 42         | 18         | 9.416                     |         | 18        | 170       | 30         |
| 1970 | 513.000     | 533.097     | 96,2        | 52         | 41         | 11         | 9.865                     |         | 17        | 193       | 24         |
| 1976 | 897.000     | 966.000     | 92,9        | 59         | 47         | 12         | 15.203                    |         | 18        | 162       | 25         |
| 1980 | 860.000     | 890.000     | 96,6        | 53         | 44         | 9          | 16.226                    |         | 16        | 151       | 21         |
| 1990 | 1.047.000   | 1.195.000   | 87,6        | 67         | 49         | 18         | 15.626                    |         | 26        | 126       | 37         |
| 1999 | 1.750.000   | 2.500.000   | 70,0        | 98         | 69         | 29         | 17.857                    |         | 37        | 186       | 55         |
| 2000 | 2.000.000   | 2.700.000   | 74,1        | 99         | 68         | 31         | 20.202                    | 4       | 39        | 174       | 58         |
| 2001 | 2.300.000   | 3.000.000   | 76,7        | 118        | 84         | 34         | 19.491                    | 10      | 43        | 176       | 59         |
| 2002 | 2.370.000   | 3.100.000   | 76,5        | 119        | 82         | 37         | 19.915                    | 10      | 50        | 170       | 63         |
| 2003 | 2.380.000   | 2.800.000   | 85,0        | 118        | 81         | 37         | 20.169                    | 13      | 51        | 202       | 65         |
| 2004 | 2.125.000   | 2.500.000   | 85,0        | 118        | 80         | 38         | 18.008                    | 14      | 53        | 163       | 66         |
| 2006 | 2.179.000   | 2.564.000   | 85,0        | 124        | 87         | 37         | 17.572                    | 12      | 57        | 162       | 68         |
| 2013 | 2.318.000   | 2.727.000   | 85,0        | 116        | 95         | 21         | 19.982                    | 19      | 29        | 177       | 73         |
| 2016 | 1.092.080   | 1.321.000   | 82,7        | 116        | 98         | 18         | 9.414                     | 17      | 20        | 150       | 73         |
| 2019 | 1.200.417   | 1.501.552   | 79,9        | 124        | 104        | 20         | 9.680                     | 25      | 30        | 140       | 76         |
| 2021 | 1.332.131   | 1.674.973   | 79,5        | 121        | 102        | 19         | 11.009                    | 23      | 26        | 164       | 77         |
| 2023 | 1.353.700   | 1.701.500   | 79,6        | 124        | 104        | 20         | 10.916                    | 19      | 25        | 136       | 77         |